# Liste von Volksschwimmhallen
Die Liste von Volksschimmhallen listet alle bekannten Volksschwimmhallen auf, die ab 1968 in der DDR gebaut und bis Anfang der 1990er fertiggestellt wurden.
Die Tabelle ist sortierbar.
| Typ      | Status       | Stadt(-teil), Lage                               | Name                                                                                           | Baubeginn | Eröffnung       | Schließung                                        | Bemerkungen |
| -------- | ------------ | ------------------------------------------------ | ---------------------------------------------------------------------------------------------- | --- | --------------- | ------------------------------------------------- | --- |
| A        | geschlossen  | Anklam, Bluthsluster Park                        |                                                                                                | Anfang 1968 (neun Monate Bauzeit) | 30. Sep. 1968   | 2021                                              | erster Bau von Typ A und namensgebend für Typ „Anklam“, Baudenkmal |
| A        | in Benutzung | Leipzig-Gohlis                                   | Schwimmhalle Mitte                                                                             | | 1968            |                                                   | [ 4 ] |
| A        | in Benutzung | Leipzig-Eutritzsch                               | Schwimmhalle Nord                                                                              | | 1968            |                                                   | [ 4 ] |
| A        | in Benutzung | Leipzig-Schönefeld                               | Schwimmhalle Nordost                                                                           | | 1968            |                                                   | [ 4 ] |
| A        | in Benutzung | Leipzig-Stötteritz                               | Schwimmhalle Südost                                                                            | | 1968            |                                                   | [ 4 ] |
| A        | in Benutzung | Leipzig-Leutzsch                                 | Schwimmhalle West                                                                              | | 1968            |                                                   | [ 4 ] |
| A        | in Benutzung | Leipzig-Zentrum-Südost                           | Schwimmhalle Süd II, heute nur Schwimmhalle Süd                                                | | 1970            |                                                   | [ 4 ] |
| A        | umgebaut     | Leipzig-Connewitz                                | Schwimmhalle Süd I                                                                             | | 1969            | 15. Juli 2004                                     | heute als Oldtimer-Werkstatt Classic Lounge genutzt |
| A        | abgerissen   | Leipzig-Großzschocher                            | Schwimmhalle Südwest I                                                                         | | 1968            | 15. Juli 2004                                     | [ 4 ] |
| A        | abgerissen   | Leipzig-Plagwitz                                 | Schwimmhalle Südwest II                                                                        | | 1971            | 15. Juli 2004                                     | auf dem Gelände wurde 2008 das Sportbad an der Elster eröffnet (siehe: Liste der Schwimmbäder in Leipzig) |
| A        | in Benutzung | Lutherstadt Eisleben                             | Schwimmhalle 20. Jahrestag                                                                     | | 7. Okt. 1969    |                                                   | Sanierung 1995 |
| A        | in Benutzung | Frankfurt (Oder)                                 |                                                                                                | | 1969            |                                                   | [ 7 ] |
| A        | in Benutzung | Neubrandenburg                                   |                                                                                                | | um 1969         |                                                   | |
| A        | geschlossen  | Weißenfels                                       |                                                                                                | 1967 | 1969            | 2020                                              | 2018 Reparaturen begonnen, 2020 für Sanierung geschlossen, 2022 Baustopp mangels Baugenehmigung |
| A        | geschlossen  | Chemnitz-Bernsdorf                               |                                                                                                | Sep. 1968 | Okt. 1969       | 29. Juli 2017                                     | Baukosten 400.000 Mark |
| A        | in Benutzung | Schönebeck (Elbe)                                |                                                                                                | 30. Apr. 1969 | 20. Apr. 1971   |                                                   | Kosten 2,3 Millionen Mark |
| A        | in Benutzung | Senftenberg                                      |                                                                                                | | 1971            |                                                   | 1994–1996 saniert und um Erlebnisbad erweitert |
| A        | geschlossen  | Stendal                                          |                                                                                                | 1979 | 5. Oktober 1983 | vor 2005                                          | [ 13 ] |
| A        | umgebaut     | Zwickau                                          | Erlenbad an der Uhdestraße                                                                     | | 23. Dez. 1971   | ca. 2006                                          | beherbergte zwischenzeitlich eine Eisbahn. Ab 2015 umgebaut zum Ubineum, einem Forschungszentrum rund um die Themen zukünftiges Wohnen und Leben in Zwickau und dem Weg zur "All Electric Society" - der Emergenz von Elektrizität. Mobilität und Digitalität. |
| A        | in Benutzung | Wurzen                                           |                                                                                                | | 1972            |                                                   | [ 16 ] [ 17 ] |
| A        | geschlossen  | Weimar                                           | Johannes-Brumme-Schwimmhalle                                                                   | | 1973            | 2001                                              | mit Wandbild von Eberhard Heiland, nach Schließung Nutzung als Judohalle durch Polizeisportverein |
| A        | in Benutzung | Strausberg                                       | heute Strausbad                                                                                | | 1974            | 1997 (zwischenzeitlich)                           | von NVA finanziert, gebaut sowie als Trainings- und Wettkampfzentrum genutzt, von 1991 bis 1993 von der Bundeswehr genutzt, 1997 geschlossen, 1999 saniert und erweitert, als Strausbad wiedereröffnet                                                         |
| A        | abgerissen   | Zwickau, Flurstraße                              | Volksschwimmhalle II                                                                           | | 1975            | Mitte 2013                                        | 2015 abgerissen |
| A        | in Benutzung | Eisenach                                         | heute aquaplex                                                                                 | | 1977            |                                                   | 2004–2006 um Freibad und Anbau erweitert |
| A        | in Benutzung | Wildau                                           | heute Wildorado                                                                                | |                 |                                                   | [ 25 ] |
| A        | umgebaut     | Wittenberge                                      | heute Prignitzer Badewelt                                                                      | |                 |                                                   | „2005 bis 2006 unter Verwendung von Bauwerksteilen der vorher dort vorhandenen Volksschwimmhalle neu geplant und umgebaut“ |
| A        | abgerissen   | Greifswald                                       |                                                                                                | | 1970            |                                                   | mit Wandmosaik von Mechthild Hempel, im August 1997 abgerissen |
| B        | abgerissen   | Bitterfeld, direkt neben Kulturpalast Bitterfeld | 1996 nach dem früheren Präsidenten des Deutschen Schwimmsport-Verbands Heinz Deininger benannt | Apr. 1968 | Okt. 1969       | 2007                                              | erster Bau von Typ B, namensgebend für Typ „Bitterfeld“, beim Hochwasser 2002 beschädigt |
| B        | umgebaut     | Schwerin                                         | Volksschwimmhalle Lankow                                                                       | | 1976            | 2012                                              | 2016–2017 zu Wohngebäude mit einer Arztpraxis und acht Wohnungen umgebaut, letzte verbliebene Volksschwimmhalle Typ B in Mecklenburg-Vorpommern |
| B        | in Benutzung | Berlin-Köpenick, Salvador-Allende-Viertel        | Schwimmhalle Allendeviertel                                                                    | | 1979            |                                                   | [ 32 ] |
| B        | in Benutzung | Berlin-Baumschulenweg                            | Schwimmhalle Baumschulenweg                                                                    | | 1980            |                                                   | [ 33 ] |
| B        | in Benutzung | Altenburg                                        |                                                                                                | | 1968            |                                                   | [ 34 ] |
| B        | in Benutzung | Bernburg (Saale)                                 | Schwimmhalle Bernburg                                                                          | 1973 | 1974            |                                                   | [ 35 ] |
| B        | in Benutzung | Leuna                                            |                                                                                                | 1973 | 1974            |                                                   | 2012 saniert |
| B        | abgerissen   | Cottbus                                          |                                                                                                | 1973 | 1975            |                                                   | 2018 abgerissen |
| B        | in Benutzung | Rathenow                                         |                                                                                                | | 1975            |                                                   | 2003 saniert |
| B        | abgerissen   | Freiberg                                         | zuletzt Schwimmhalle am Wasserberg                                                             | | 1976            |                                                   | 2011 abgerissen |
| B        | in Benutzung | Lübbenau/Spreewald                               | heute Delphinbad                                                                               | Nov. 1973 | 1. Okt. 1976    |                                                   | [ 41 ] [ 42 ] |
| B        | in Benutzung | Weißwasser/Oberlausitz                           |                                                                                                | | 1976            |                                                   | [ 43 ] [ 44 ] |
| B        | in Benutzung | Sömmerda                                         |                                                                                                | | 1. Sep. 1976    |                                                   | [ 45 ] [ 46 ] |
| B        | abgerissen   | Köthen (Anhalt)                                  |                                                                                                | |                 |                                                   | [ 47 ] |
| B        | in Benutzung | Halle (Saale)                                    | heute Saline Bad und Sauna                                                                     | | 1974            |                                                   | 1991 modernisiert |
| C        | abgerissen   | Dresden, Steinstraße                             |                                                                                                | | 1969            | 2001                                              | erster Bau von Typ C, nach Schließung als Lager genutzt, 2023 abgerissen |
| C        | abgerissen   | Bad Liebenwerda                                  |                                                                                                | |                 | 2004                                              | mit einem Wandmosaik von Georgios Wlachopulos, nach Schließung 2004 kurzzeitig für Disko genutzt, 2010 abgerissen |
| C        | abgerissen   | Berlin-Friedrichshain                            | Schwimmhalle Weinstraße                                                                        | | 1972            | 2000 für Öffentlichkeit, 2001 für Vereine/Schulen | bis 2008 abgerissen |
| C        | geschlossen  | Berlin-Pankow                                    | Schwimmhalle Pankow                                                                            | 1974 | 1975            | 2000                                              | [ 53 ] |
| C        | abgerissen   | Berlin-Friedrichshain                            | Schwimmhalle Holzmarktstraße                                                                   | | 1976            | 2018                                              | [ 54 ] |
| C        | in Benutzung | Berlin-Prenzlauer Berg                           | Schwimmhalle Thomas-Mann-Straße                                                                | | 1978            |                                                   | 2012 bis 2016 als letzte der bestehenden Berliner Volksschwimmhallen aller Typen umfassend saniert |
| C        | in Benutzung | Berlin-Friedrichsfelde                           | Schwimmhalle Sewanstraße                                                                       | | 6. Feb. 1979    |                                                   | [ 57 ] |
| C        | in Benutzung | Berlin-Mitte                                     | Schwimmhalle Fischerinsel                                                                      | 1977 | 1979            |                                                   | [ 58 ] |
| C        | in Benutzung | Berlin-Fennpfuhl                                 | Schwimmhalle Anton-Saefkow-Platz                                                               | | 1981            |                                                   | [ 59 ] [ 60 ] |
| C        | in Benutzung | Freital                                          | heute Teil vom Freizeitzentrum Hains                                                           | | 1978            |                                                   | 1997–1998 zum Freizeitzentrum erweitert |
| C        | abgerissen   | Görlitz                                          |                                                                                                | 1971 | 1972            | 2007                                              | [ 62 ] [ 63 ] |
| C        | geschlossen  | Hennigsdorf                                      |                                                                                                | | 7. Okt. 1980    | 2023                                              | Abriss geplant |
| C        | in Benutzung | Radebeul                                         | heute Teil des Sport- und Fitnesscenter Kroko-Fit                                              | | 1. Sep. 1984    |                                                   | [ 66 ] |
| C        | in Benutzung | Chemnitz-Gablenz                                 |                                                                                                | | 1984            |                                                   | [ 10 ] [ 67 ] |
| C        | in Benutzung | Chemnitz-Morgenleite                             | Schwimmhalle Am Südring                                                                        | | 1992            |                                                   | [ 10 ] [ 67 ] |
| D        | in Benutzung | Berlin-Prenzlauer Berg                           | Schwimmhalle Ernst-Thälmann-Park                                                               | Aug. 1984 | Anfang 1986     |                                                   | erster Bau von Typ D, namensgebend für Typ „Berlin ’83“, 1999 saniert, Sanierung März 2021 bis Januar 2023 |
| D        | geschlossen  | Berlin-Neu-Hohenschönhausen                      | Volksschwimmhalle Zingster Straße, heute Schwimmhalle Zingster Straße                          | | 12. Nov. 1988   | 2023 für Sanierung                                | [ 71 ] [ 72 ] |
| D        | in Benutzung | Berlin-Buch                                      | heute Schwimmhalle Buch                                                                        | | 1991            |                                                   | Wandbild von Lothar Scholz, Sanierung 2018–2021 |
| D        | in Benutzung | Berlin-Kaulsdorf                                 | Schwimmhalle Kaulsdorf                                                                         | | 1993            |                                                   | [ 74 ] |
| D        | in Benutzung | Forst (Lausitz)                                  |                                                                                                | | 1991            |                                                   | [ 75 ] [ 76 ] |
| D        | abgerissen   | Gotha                                            |                                                                                                | 25. Apr. 1985 | 6. Okt. 1986    | 4. Apr. 2014 für die Öffentlichkeit               | ab 1. November 2016 abgerissen |
| ?        | unbekannt    | Ludwigsfelde                                     |                                                                                                | 15. Apr. 1969 | 13. Jan. 1973   |                                                   | [ 78 ] |
| B oder C | in Benutzung | Aue                                              | Schwimmhalle Aue                                                                               | 28. Feb. 1973 | 5. Mär. 1976    |                                                   | Baukosten 3,5 Millionen Mark, Sanierungen 1996–2001 sowie 2010/11 |
| B oder C | geschlossen  | Oschersleben (Bode)                              |                                                                                                | | 7. Okt. 1978    | 2022                                              | Baukosten 2,7 Millionen Mark |
| ?        | in Benutzung | Eisenhüttenstadt                                 | heute Inselbad                                                                                 | | Dez. 1978       |                                                   | [ 84 ] |
| ?        | in Benutzung | Borna                                            |                                                                                                | | 1979            |                                                   | 2010–2012 saniert und modernisiert |
| A        | geschlossen  | Spremberg                                        |                                                                                                | | 3. Okt. 1984    | 2023                                              | |
| ?        | in Benutzung | Gräfenhainichen                                  | Volksschwimmhalle Gräfenhainichen                                                              | | 1986            |                                                   | [ 88 ] |
| A        | abgerissen   | Dessau                                           |                                                                                                | |                 |                                                   | [ 90 ] |
| ?        | in Benutzung | Wernigerode                                      |                                                                                                | nach offiziellem Beschluss der Stadtverordnetenversammlung vom 14. Oktober 1970; andere Angabe: Baubeginn bereits im Juli 1968, Fertigstellung geplant für 1. Mai 1970 | 7. Okt. 1971    |                                                   | umfassende Sanierung 1993 und 2020–2021 |